# Gunta Stölzl
Gunta Stölzl (Múnic, Baviera, 5 de març de 1897 – Zúric, 22 d'abril de 1983) fou una artista tèxtil alemanya que va tenir un paper fonamental en el desenvolupament del taller de teixit de l'escola Bauhaus. Única dona professora de la Bauhaus, va promoure un canvi enorme dins del departament de teixits, consistent a passar de les obres pictòriques individuals als dissenys industrials moderns. El seu treball tèxtil caracteritza l'estil distintiu dels tèxtils Bauhaus.
Es va incorporar a la Bauhaus com a estudiant el 1919, es va convertir en professora el 1927. En va ser acomiadada per motius polítics el 1931, dos anys abans que la Bauhaus tanqués sota la pressió dels nazis.
El departament tèxtil era una part negligida de la Bauhaus quan Stölzl va començar la seva carrera, i els seus mestres actius eren febles en els aspectes tècnics de la producció tèxtil. Aviat es va convertir en mentora d'altres estudiants i va reobrir els estudis de tints de la Bauhaus el 1921. Després d'un breu parèntesi, Stölzl va esdevenir en la directora de teixit de l'escola el 1925 quan es va traslladar de Weimar a Dessau i va ampliar el departament per augmentar les seves instal·lacions de teixit i tint. Va aplicar idees de l'art modern al teixit, va experimentar amb materials sintètics i va millorar la instrucció tècnica del departament per incloure-hi cursos de matemàtiques. El taller de teixit Bauhaus es va convertir en una de les instal·lacions amb més èxit sota la seva direcció.

## Primers anys
Stölzl va néixer a Múnic, Baviera, com a Adelgunde Stölzl. Després de la secundària, que completà el 1913, va començar els estudis al Kunstgewerbeschule (Escola d'Arts Aplicades) el 1914, on va estudiar pintura sobre vidre, arts decoratives i ceràmica amb el conegut director Richard Riemerschmid. L'any 1917 els estudis de Stölzl es van veure interromputs per la guerra en curs i es va oferir voluntària per treballar com a infermera de la Creu Roja, rere el front, fins al final de la Primera Guerra Mundial, al 1918.
En tornar a casa es va submergir de nou en els estudis a la Kunstgewerbeschule de Múnic, on va participar en la reforma curricular de l'escola. Va ser durant aquest temps quan Stölzl es va trobar amb el manifest de la Bauhaus. Després d'haver decidit continuar els estudis a l'escola, Stölzl va passar l'estiu de 1919 al taller de vidre i a les classes de pintura mural en el curs preliminar de Johannes Itten a la Bauhaus per poder superar la prova inicial. El 1920, Stölzl no només va ser acceptada a l'escola Bauhaus, sinó que va rebre una beca per assistir-hi.

## Vida estudiantil
Durant el primer any de Stölzl a la Bauhaus, va començar el que va anomenar el "departament de la dona", que a causa dels rols de gènere subjacents a l'escola, finalment es va convertir en sinònim de taller de teixit. Stölzl va ser molt activa dins del departament de teixit i immediatament es va veure com una líder entre les membres del grup. Aleshores, el departament posava èmfasi en l'expressió artística i en les obres individuals que reflectien els ensenyaments i les filosofies dels pintors que feien de mestres de la Bauhaus. La Bauhaus de Weimar tenia un ambient molt relaxat que depenia gairebé totalment de l'ensenyament dels estudiants entre ells i els altres. Malauradament, Georg Muche, que en aquell moment era el cap del taller de teixits, tenia molt poc interès per l'artesania en si. Va veure el teixit i altres arts tèxtils com un "treball de dones" i, per tant, va ser de molt poca ajuda amb els processos tècnics implicats. Això va significar que les estudiants es van deixar lliures per esbrinar tots els aspectes tècnics d'una artesania en què la majoria tenia poca experiència treballant. A causa d'aquesta configuració, és important mirar les obres de l'era de Weimar de manera visual en lloc de tècnicament.
El 1921 Stölzl i dos dels seus amics van fer un viatge a Itàlia per veure l'art i l'arquitectura que havien estudiat. Després d'aprovar l'examen d'oficial com a teixidora i de fer cursos de tintatge tèxtil en una escola de Krefeld, Stölzl va poder reprendre els estudis de tint abans abandonats. Era evident que donava direcció a la resta d'alumnes, encara que de manera extraoficial, ja que ni Muche, el mestre de formació, ni Helene Börner, la professora de manualitats, podien ensenyar i promocionar realment els estudiants en aspectes tècnics. El 1921, Stölzl va col·laborar amb Marcel Breuer en la Cadira africana, feta de fusta pintada amb un teixit tèxtil acolorit. La primera exposició oficial de la Bauhaus va tenir lloc el setembre de 1923 a l'edifici Haus am Horn. L'edifici en si, dissenyat principalment per Georg Muche, era una estructura cúbica simplista i molt moderna feta majoritàriament d'acer i formigó. Cada habitació de la casa estava dissenyada al voltant de la seva funció específica i tenia mobles, ferreteria, etc., fets especialment, que s'havien produït als tallers de la Bauhaus. El taller de teixit va participar-hi creant catifes, tapissos i altres objectes tèxtils per a diverses sales, que van obtenir crítiques favorables. Amb aquesta exposició, Walter Gropius va publicar un assaig titulat Art i tecnologia – Una nova unitat, que semblava tenir un gran impacte en les dones del taller de teixit. Malgrat les crítiques favorables de les seves obres, les dones van començar a allunyar-se de la imatgeria pictòrica i dels mètodes tradicionals amb què havien estat treballant fins aquell moment i van començar a treballar de manera abstracta, intentant fer objectes més d'acord amb els ensenyaments de Kandinsky sobre el "jo interior".

## Professora de la Bauhaus
L'abril de 1925, la Bauhaus de Weimar va tancar i es va reobrir a Dessau l'any 1926. Stölzl, que abans havia deixat la Bauhaus en graduar-se per ajudar Itten a establir els tallers de teixit Ontos a Herrliberg, prop de Zuric, Suïssa, va tornar per convertir-se en la directora tècnica de l'estudi de teixit, substituint Helene Börner, i treballant amb Georg Muche, que continuaria sent el mestre de la forma. Tot i que no va ser oficialment nomenada mestra fins al 1927, estava clar que tant l'organització com el contingut del taller estaven sota el seu control. Va ser obvi des del principi, el maridatge de Muche i Stölzl no va ser gaudit per cap dels dos bàndols, i va fer que Stölzl dirigís el taller gairebé sola a partir de 1926.
El nou campus de Dessau estava equipat amb una major varietat de telers i instal·lacions de tintatge molt millorades, cosa que va permetre a Stölzl crear un entorn més estructurat. Georg Muche va portar telers Jacquard per ajudar a intensificar la producció, perquè en aquell moment els tallers eren la principal font de finançament de l'escola per a la nova Bauhaus de Dessau. Els estudiants ho van rebutjar i no estaven contents amb la manera com Muche havia utilitzat els fons de l'escola. Això, entre altres esdeveniments menors, va provocar un aixecament estudiantil dins del departament de teixit. El 31 de març de 1927, malgrat algunes objeccions del personal, Muche va abandonar la Bauhaus. Amb la seva marxa, Stölzl va assumir el relleu com a mestra de formació i mestra d'artesania de l'estudi de teixit. Va ser assistida per moltes altres dones clau de la Bauhaus, com Anni Albers, Otti Berger i Benita Otte.
Stölzl va intentar desplaçar el teixit de les seves connotacions de "treball de dona" aplicant-hi el vocabulari utilitzat en l'art modern, portant-lo en la direcció del disseny industrial. El 1928, la necessitat de materials pràctics va ser molt accentuada i es va experimentar amb materials com la cel·lofana. Stölzl va desenvolupar ràpidament un pla d'estudis que posava èmfasi en l'ús de telers manuals, la formació en mecànica de teixir i tenyir, i impartia classes de matemàtiques i geometria, així com temes més tècnics com les tècniques de teixit i la instrucció del taller. Els anteriors mètodes d'expressió artística de la Bauhaus van ser ràpidament substituïts per un enfocament de disseny que emfatitzava la simplicitat i la funcionalitat.

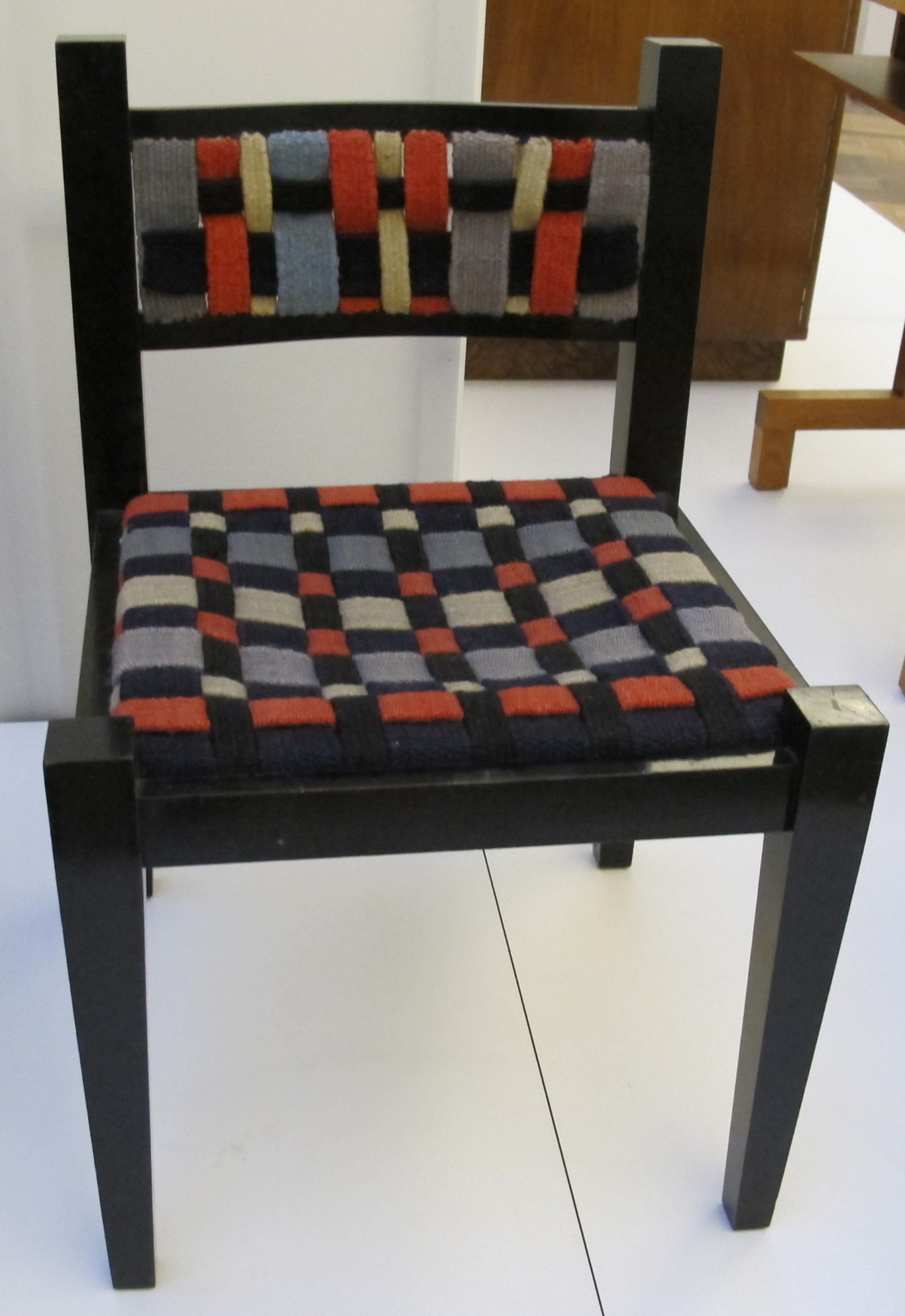
Teixits de Gunta Stölzl sobre una cadira de Marcel Breuer (1922)

Stölzl sempre va considerar el taller un lloc d'experimentació i va fomentar-hi la improvisació. Ella i els seus alumnes, especialment Anni Albers, estaven molt interessats en les propietats d'un teixit i en les fibres sintètiques. Van provar materials per qualitats com ara el color, la textura, l'estructura, la resistència al desgast, la flexibilitat, la refracció de la llum i l'absorció del so. Stölzl creia que el repte del teixit era crear una estètica adequada a les propietats del material. El 1930, Stölzl va emetre els primers diplomes de taller de teixit Bauhaus i va establir el primer projecte conjunt entre la Bauhaus i l'empresa Berlin Polytex Textile, que teixia i venia dissenys Bauhaus. El 1931 va publicar un article titulat El desenvolupament del taller de teixit Bauhaus", al número de primavera del Bauhaus Journal. L'habilitat de Stölzl per traduir composicions formals complexes en peces teixides a mà, combinada amb la seva habilitat per dissenyar per a la producció de màquines, la va convertir, amb diferència, en la millor instructora que havia de tenir el taller de teixit. Sota la direcció de Stölzl, el taller de teixits es va convertir en una de les facultats de més èxit de la Bauhaus.

## Resignació obligada
L'escola era constantment atacada a mesura que el Partit Nazi guanyava més poder, i els sacrificis de l'escola per romandre oberta començaven a trencar la seva pròpia ideologia. Durant la direcció de Mies van der Rohe hi va haver una intensa pressió per part de la comunitat perquè Stölzl abandonés. Van der Rohe va exigir-ne la dimissió el 1931, a causa de l'atmosfera nazi que l'envoltava a Dessau, mentre que les esvàstiques estaven pintades a la porta de Stölzl. Els alumnes es van oposar tant a aquesta acció que van dedicar un número sencer del diari escolar a Stölzl. El campus de Dessau de la Bauhaus va ser tancat l'any 1932 pels nazis, i la mateixa Bauhaus, que s'havia traslladat de Dessau a Berlín, es va dissoldre oficialment el 19 de juliol de 1933.

## Després de la Bauhaus
Després de deixar la Bauhaus el 1931, Stölzl va tornar a Zuric, on ella i els seus socis Gertrud Preiswerk i Heinrich-Otto Hürlimann, també antics estudiants de l'Escola, van crear un negoci privat de teixits a mà anomenat S-P-H Stoffe. El negoci va fracassar i va tancar poc després, l'any 1933, per dificultats financeres. Stölzl es va convertir en membre del Schweizerischer Werkbund el 1932, i el 1934 Das Werk, la revista oficial del Werkbund, va perfilar la seva carrera. També va ser l'any 1934 quan Stölzl va rebre un important encàrrec per fer cortines per al cinema de Zuric. L'any 1935, Stölzl i el seu antic soci Heinrich-Otto Hürlimann van començar a negociar junts i van obrir S&H Stoffe. El 1937, Stölzl es va convertir en l'únic propietari de Handweberei Flora i s'havia unit a la Gesellschaft Schweizer Malerinnen, Bildhauerinnen und Kunstgewerblerinnen (Societat de dones pintores, escultores i artesanes suïsses). Durant les dècades següents, tant el Museu d'Art Modern de Nova York com el Museu Busch-Reisinger de Cambridge, Massachusetts, van adquirir peces de l'obra de Stölzl mentre ella continuava treballant al seu negoci de teixits a mà, creant principalment tèxtils per al disseny d'interiors. El 1967 Stölzl va dissoldre el seu negoci i es va dedicar exclusivament al teixit de tapís. També va ser l'any 1967 que el Victoria and Albert Museum va adquirir els seus dissenys i mostres, donant lloc a importants col·leccions nacionals i internacionals. Stölzl va morir el 1983 a Zurich.